# کولفرات
کولفرات (به آلمانی: Kolverath) یک شهر در آلمان است که در فولکانایفل واقع شده‌است. کولفرات ۱۱۵ نفر جمعیت دارد.